# Лейбоабазов
Лейбоабазов (рос. Лейбоабазов) — хутір Шовгеновського району Адигеї Росії. Входить до складу Заревського сільського поселення.
Населення — 96 осіб (2015 рік).